# Версия полковника Зорина
«Ве́рсия полко́вника Зо́рина» — советский художественный цветной фильм, снятый режиссёром Андреем Ладыниным на киностудии «Мосфильм» в 1978 году. Третий и последний фильм трилогии о милиции про полковника милиции Ивана Сергеевича Зорина с Всеволодом Санаевым в главной роли.
Один из лидеров советского кинопроката — в кинопрокате 1979 года занял 20 строчку, его посмотрели 23,7 млн зрителей.

## Сюжет
В самом центре города, во время обеденного перерыва, совершена дерзкая кража из ювелирного магазина. Неизвестный преступник, незаметно проникнув в помещение, ловко вскрыл сейф и похитил большое количество драгоценностей. Сигнализация не сработала: работники магазина, уходя на обед, просто не включали её, поскольку не предполагали, что за короткое время их отсутствия может что-то случиться. Способ вскрытия сейфа выводит сотрудников уголовного розыска на старого «медвежатника» по фамилии Баранько, но тот давно отошёл от криминальных занятий и у него стопроцентное алиби на день, когда была совершена кража. Через несколько дней в пригороде находят труп убитого молодого мужчины, при котором найдено кольцо из числа украденных (это выясняется по товарному ярлыку, который так и не был снят с кольца). Сотрудники уголовного розыска устанавливают, что убитый был ранее судим и знаком с Баранько, который мог научить его своему способу вскрытия сейфов. Но Баранько вскоре также находят убитым. Анализируя последовательность событий и их обстоятельства, полковник милиции Иван Сергеевич Зорин приходит к выводу, что кражу тщательно спланировал и организовал не профессиональный преступник, не рецидивист, а человек, который впервые пошёл на правонарушение и всё поставил на одну карту. Этот организатор умело нашёл исполнителей и при этом его планом заранее предусматривалось последующее устранение основных сообщников с целью завладения всей добычей без дележа с ними. У Зорина появляется версия, что к преступлению причастен кто-то из работников магазина, знавший о том, сколько драгоценностей в определённый день находится в сейфе и о том, что в обеденный перерыв сигнализацию не включают.
Под подозрение попадает работавший в ювелирном магазине часовщик Геннадий Николаевич Козырец. Он проводит отпуск в пригородном санатории, куда под видом отдыхающего приезжает и Зорин. Козырец знает, что Зорин расследует кражу из магазина, но он и не думает скрываться. Более того, он сам охотно общается с Зориным и даже обсуждает с ним возможные действия преступника, будь он на его месте. Доказательств против часовщика нет.
Всё проанализировав, Зорин логически полностью восстанавливает картину преступления и путём провокации заставляет преступника раскрыть себя. В присутствии Козырца сотрудник милиции докладывает Зорину, что установлен шофёр машины ГАЗ-69, на которой скрылся убийца Баранько. Зорин рассчитывает, что Козырец сбежит из дома отдыха и попробует ликвидировать шофёра. Однако слежка за номером Козырца ни к чему не приводит. Зорин подходит к номеру Козырца и слышит из него храп. Вспомнив рассказ Козырца о том, что его отучили храпеть, Зорин догадывается, — в номере находится не он. На стук в дверь из номера выглядывает грузин-ловелас и говорит, что они с Козырцом поменялись на ночь номерами. Поняв, что Козырец сбежал, Зорин с помощниками срочно возвращаются в город. Козырец обнаружен и задержан при встрече с шофером.
После задержания Зорин допрашивает убийцу. Тот сначала признается только в хранении похищенного. Зорин показывает изъятую у Козырца удочку со спрятанным внутри ножом, которым были убиты Буров и Баранько, чем полностью изобличает Козырца.

## В ролях
- Всеволод Санаев — Иван Сергеевич Зорин, полковник милиции
- Борис Иванов — Геннадий Николаевич Козырец, часовщик
- Иван Воронов — Фёдор Филиппович Баранько, он же «Тихий», старый «медвежатник»
- Вилнис Бекерис — Константин Буров, он же «Скок», вор (в титрах — Вилныс Бекерис, озвучивание — Рудольф Панков)
- Владимир Тихонов — Володя Ужинцев, капитан милиции
- Пётр Вельяминов — Пётр Степанович Курбатов, генерал-майор милиции, начальник ГУВД
- Шавкат Газиев — Рустам, знакомый Козырца (озвучивание — Юрий Каморный)
- Елена Драпеко — Дарья Егорова, «Дуся»
- Алефтина Евдокимова — Анна, любовница Козырца
- Анатолий Ведёнкин — Никита, водитель Зорина

## Съёмочная группа
- Автор сценария: Владимир Кузнецов
- Режиссёр: Андрей Ладынин
- Оператор: Виктор Шейнин
- Художник: Александр Кузнецов
- Композитор: Георгий Фиртич
- Звукорежиссёр: Роман Берз

Натурные съёмки фильма проходили во Львове и Москве.

## Критика
Кинокритик Всеволод Ревич считал самым интересным «психологический поединок» между полковником Зориным и подозреваемым Козырцом. Он отмечал актёрские работы «двух больших мастеров» В. Санаева и Б. Иванова.